# Vinonait
Vinonait je vrsta meteorita iz skupine preprostih ahondritov (kamnitih meteoritov). 

Vinonaiti imajo ime po meteoritu Winona, ki so ga našli 1928 v bližini ruševin predzgodovinskega  kraja Elden Pueblo v Arizoni. Najdišče je okoli 56 km zahodnoseverozahodno od znanega kraterja Barringer. Najdba meteorita je bila zelo nenavadna. Na področju najdbe meteorita so od približno leta 1070 do 1275 živeli prebivalci, ki so jih imenovali Sinagua. Pozneje so izginili. Leta 1928 so arheologi proučevali to področje in so pri izkopavanju našli meteorit v kamnitem grobu. Grob je bil popolnoma podoben grobovom z ljudmi, kar kaže, da so prebivalci imeli meteorit za nekaj svetega. 
Meteorit je tako ležal v grobu okoli 700 let. Ko so ga izkopali, je hitro razpadel na manjše kose.

Podobnost v mineraloški zgradbi in izotopski sestavi kisika kaže na to, da imajo vinonaiti skupno starševsko telo s kovinskimi meteoriti skupine IAB železovih meteoritov.
Asteroid, ki bi naj bil starševsko telo, je bil že delno diferenciran (razslojen). Verjetno je pripadal asteroidom tipa E. Do sedaj še niso našli primernega asteroida, ki bi lahko bil izvor vinonaitov.

Vinonaiti so sestavljeni iz drobno zrnatega piroksena, olivina in troilita.